# Isco
Francisco Román Alarcón Suárez, noto come Isco (Benalmádena, 21 aprile 1992), è un calciatore spagnolo, centrocampista del Betis e della nazionale spagnola.
Nel corso della sua carriera ha vinto tre campionati spagnoli (2016-2017, 2019-2020 e 2021-2022), una Coppa di Spagna (2014), tre Supercoppe di Spagna (2017, 2020 e 2022), cinque Champions League (2013-2014, 2015-2016, 2016-2017, 2017-2018 e 2021-2022), tre Supercoppe UEFA (2014, 2016 e 2017) e quattro Mondiali per club (2014, 2016, 2017 e 2018).
Con la nazionale Under-21 spagnola ha vinto l'Europeo di categoria nel 2013.
Nel 2012 venne inserito nella lista dei migliori calciatori nati dopo il 1991 stilata da Don Balón.

## Caratteristiche tecniche
Ha iniziato la sua carriera giocando da trequartista nel Málaga di Manuel Pellegrini. Una volta arrivato al Real Madrid, Carlo Ancelotti gli ha chiesto di arretrare il suo raggio d’azione, ritagliandogli un ruolo più difensivo rispetto al suo naturale. Isco è noto per la sua abilità nello stoppare i palloni con un controllo perfetto, per il suo dribbling nello stretto, grazie anche al suo baricentro basso e per i tiri di precisione, anche grazie a ciò può essere schierato come esterno sia destro o sinistro in un 4-4-2 o in un 4-3-3. sulla trequarti è sempre un passo avanti così come nell'attacco degli spazi. Nel 2013 è stato definito dalla rivista spagnola Marca come "il giovane più promettente del calcio spagnolo", paragonato a Sergio Agüero per la sua forza e le sue abilità e a Zinédine Zidane per la visione di gioco e la precisione nei passaggi. L'ex portiere del Real Madrid Iker Casillas ha invece dichiarato che Isco sarebbe diventato il giocatore più importante della nazionale spagnola.

## Carriera

### Club

#### Valencia e Málaga
Cresciuto nel settore giovanile del Valencia, debutta in prima squadra l'11 novembre 2010, nella partita di Coppa del Re contro il Logrones. Debutta in Champions League il 24 novembre seguente in Valencia-Bursaspor 6-1.
Il 12 luglio 2011, dopo aver giocato complessivamente 4 partite di campionato con il Valencia, viene acquistato a titolo definitivo dal Málaga pagando la clausola rescissoria di 6 milioni di euro e firma un contratto di cinque anni con la squadra andalusa (con una clausola rescissoria iniziale di 20 milioni di euro che salirà a 24 nell'ultimo anno di contratto). Il 18 settembre 2012, in occasione della prima giornata di Champions League tra Málaga-Zenit, realizza una doppietta determinante nel 3-0 vinta dalla sua squadra; si tratta della prima vittoria della sua squadra in assoluto in Champions League.

#### Real Madrid
Il 27 giugno 2013, il Real Madrid lo preleva dal Malaga per una cifra vicina ai 30 milioni di euro, firmando un contratto quinquennale e diventando il primo acquisto dell'era Ancelotti. Sceglie la maglia numero 23.

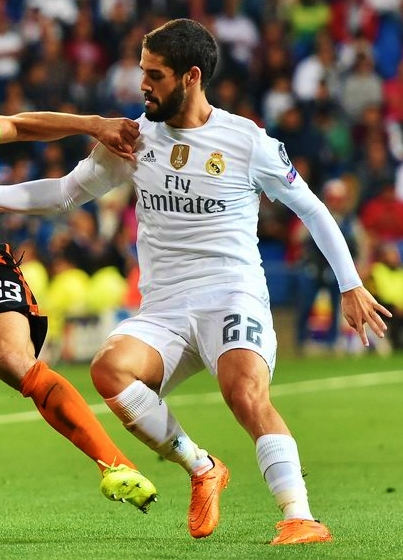
Isco con la maglia del nel 2015

Il 18 agosto seguente esordisce in campionato mettendo a segno un gol ed un assist nella vittoria casalinga per 2-1 contro il Betis Siviglia. Andrà ancora a segno qualche settimana più tardi contro l'Atletic Bilbao, realizzando 2 dei 3 goal inflitti agli ospiti. Conclude la sua prima stagione al Real Madrid segnando 11 reti nelle 53 partite disputate, conquistando inoltre Il 16 aprile 2014 la Coppa del Re ai danni del Barcellona e, il 24 maggio, la UEFA Champions League, sconfiggendo in finale i cugini dell'Atletico Madrid 4-1.
La stagione 2014-2015 si apre con la conquista della Supercoppa europea, vinta il 12 agosto 2014 battendo 2-0 il Siviglia, vincitore dell'Europa League. Isco ha ottenuto la sua prima presenza da titolare in stagione in Liga nella partita giocata contro la Real Sociedad, segnando invece il suo primo gol in campionato contro l'Almería il 12 dicembre. Convocato per il Mondiale per club, disputa da titolare tutte le partite, segnando il gol del 4-0 nella partita giocata contro il Cruz Azul e vincendo in finale contro il San Lorenzo 2-0. Le ottime prestazioni nel corso la stagione lo mettono ancora più in luce, tanto che Zinédine Zidane lo paragona a se stesso. Tuttavia, in Coppa del Re si ferma ai quarti di finale, mentre in Champions League verrà eliminato dalla Juventus in semifinale. Conclude la sua seconda stagione con i Blancos con 53 presenze e 6 gol.
La nuova stagione con il Real inizia per Isco cambiando il suo numero di maglia da 23 a 22. Esordisce in campionato alla prima giornata di Liga, nel pareggio esterno contro lo Sporting Gijón. Data la concorrenza di altri giocatori in rosa, Isco fatica a trovare spazio nella prima parte di stagione, realizzando soltanto una rete in Liga nella vittoria interna contro il Las Palmas. Nel Clásico del 22 novembre, viene espulso per un brutto fallo sul brasiliano Neymar all'84º minuto di gioco, sul risultato di 0-4 per il Barcellona. Torna a segnare il 3 dicembre seguente in Coppa del Re, mettendo a segno 2 delle 3 reti inflitte al Cádiz. Trova la sua seconda rete in Liga il 2 marzo del 2016 chiudendo le marcature nella trasferta, vinta dai Blancos per 1-3, contro il Levante. Il 28 maggio 2016 nello stadio San Siro vince la sua seconda Champions League (2015-2016) nonché l'undicesima del club battendo ai rigori dopo l'1-1 dei tempi regolamentari i rivali cittadini l'Atlético Madrid. L'anno successivo si aggiudica sia il campionato, che la Champions League.
L'annata successiva si apre con la vittoria della Supercoppa Uefa contro il Manchester United. Nell'occasione Isco segna il gol del momentaneo 2-0 e a fine partita viene eletto miglior giocatore del torneo. A fine annata gioca titolare la finale di Champions contro il Liverpool, in cui colpisce una traversa sullo 0-0, in una partita vinta 3-1 e che ha regalato al giocatore spagnolo la terza Champions League consecutiva, la quarta in totale.
Nelle stagioni successive trova meno spazio, ma con i Blancos si aggiudica comunque altre due volte la Liga (2019-2020 e 2021-2022) e la quinta Champions League personale (2021-2022). Il 30 maggio 2022 annuncia che non rinnoverà il suo contratto con il Real Madrid, svincolandosi di conseguenza il 1º luglio dello stesso anno.

#### Siviglia
Il 7 agosto 2022 viene ingaggiato a parametro zero dal Siviglia. Il 21 dicembre seguente, dopo 19 presenze ed 1 gol in tutte le competizioni, risolve il contratto con la società andalusa. Successivamente ha rivelato che tra i motivi della rescissione c'è stata una rissa col ds degli andalusi Monchi.

#### Betis
Il 26 luglio 2023, dopo sette mesi da svincolato, viene ingaggiato dal Betis, con cui sottoscrive un contratto di una stagione. Fa il suo debutto con i verdiblancos il 13 agosto 2023, nella prima giornata di campionato contro il Villarreal. Mette a segno la sua prima rete per il Betis il 28 agosto 2023, nella partita contro l'Athletic Club, tornando al gol dopo più di un anno, nonostante questo, il Betis perde 4-2.

### Nazionale
Nel 2009 Isco rappresenta la nazionale della Spagna Under 17 nel mondiale del 2009, segnando tre reti nel torneo e classificandosi con la compagine iberica al terzo posto. Nel 2011 viene convocato per il mondiale Under-20 tenutosi in Colombia, segnando anche una rete. Nel 2012 partecipa alle Olimpiadi di Londra, dove però la squadra iberica viene eliminata già al termine dei gironi. Nel 2013 viene chiamato a far parte della rosa della nazionale Under-21 per l'europeo Under-21. Il 18 giugno 2013 vince l'europeo in Israele, battendo in finale l'Italia e conquistando così il suo primo titolo internazionale.
Il 15 maggio 2012 viene convocato per la prima volta in nazionale per le amichevoli con la Serbia e la Corea del Sud, ma senza scendere in campo. Fa il suo esordio in nazionale maggiore il 6 febbraio 2013, nella vittoria per 3-1 contro l'Uruguay. Realizza il suo primo gol con la nazionale il 14 novembre 2014 nella partita di qualificazione agli europei del 2016 giocata contro la Bielorussia. Il 2 settembre 2017 realizza la sua prima doppietta in nazionale durante la partita valida per le qualificazioni al Mondiale di Russia 2018 contro l'Italia (3-0). Il 27 marzo 2018 realizza la sua prima tripletta con la Roja nella roboante vittoria in amichevole per 6-1 contro l'Argentina. Il 21 maggio 2018 viene incluso dal commissario tecnico della Spagna Lopetegui nella lista dei convocati per il Mondiale di Russia 2018, che per la nazionale spagnola si conclude allo stadio degli ottavi di finale, nei quali viene sconfitta ai rigori dai padroni di casa della Russia. Nel corso del torneo ha giocato tutte e 4 le partite degli iberici, segnando un gol nel 2-2 contro il Marocco.
L'8 giugno 2025 torna a disputare una gara con la propria nazionale dopo 6 anni, subentrando a Pedri nella finale di UEFA Nations League 2024-2025 persa poi ai rigori contro il Portogallo.

## Statistiche

### Presenze e reti nei club
Statistiche aggiornate al 16 marzo 2025.
| Stagione           | Squadra            | Campionato         | Campionato | Campionato | Coppe nazionali | Coppe nazionali | Coppe nazionali | Coppe continentali | Coppe continentali | Coppe continentali | Altre coppe | Altre coppe | Altre coppe | Totale | Totale |
| Stagione           | Squadra            | Comp               | Pres       | Reti       | Comp            | Pres            | Reti            | Comp               | Pres               | Reti               | Comp        | Pres        | Reti        | Pres   | Reti   |
| ------------------ | ------------------ | ------------------ | ---------- | ---------- | --------------- | --------------- | --------------- | ------------------ | ------------------ | ------------------ | ----------- | ----------- | ----------- | ------ | ------ |
| 2009-2010          | Valencia B         | SDB                | 26         | 1          | -               | -               | -               | -                  | -                  | -                  | -           | -           | -           | 26     | 1      |
| 2010-2011          | Valencia           | PD                 | 4          | 0          | CR              | 1               | 2               | UCL                | 2                  | 0                  | -           | -           | -           | 7      | 2      |
| 2011-2012          | Málaga             | PD                 | 32         | 5          | CR              | 3               | 0               | -                  | -                  | -                  | -           | -           | -           | 35     | 5      |
| 2012-2013          | Málaga             | PD                 | 37         | 9          | CR              | 0               | 0               | UCL                | 12                 | 3                  | -           | -           | -           | 49     | 12     |
| Totale Malaga      | Totale Malaga      | Totale Malaga      | 69         | 14         |                 | 3               | 0               |                    | 12                 | 3                  |             | -           | -           | 84     | 17     |
| 2013-2014          | Real Madrid        | PD                 | 32         | 8          | CR              | 9               | 0               | UCL                | 12                 | 3                  | -           | -           | -           | 53     | 11     |
| 2014-2015          | Real Madrid        | PD                 | 34         | 4          | CR              | 4               | 1               | UCL                | 11                 | 0                  | SU+SS+Cmc   | 1+1+2       | 0+0+1       | 53     | 6      |
| 2015-2016          | Real Madrid        | PD                 | 31         | 3          | CR              | 1               | 2               | UCL                | 11                 | 0                  | -           | -           | -           | 43     | 5      |
| 2016-2017          | Real Madrid        | PD                 | 30         | 10         | CR              | 4               | 0               | UCL                | 6                  | 1                  | SU+Cmc      | 1+1         | 0           | 42     | 11     |
| 2017-2018          | Real Madrid        | PD                 | 30         | 7          | CR              | 4               | 1               | UCL                | 11                 | 0                  | SU+SS+Cmc   | 1+1+2       | 1+0+0       | 49     | 9      |
| 2018-2019          | Real Madrid        | PD                 | 27         | 3          | CR              | 4               | 2               | UCL                | 4                  | 1                  | SU+Cmc      | 1+1         | 0           | 37     | 6      |
| 2019-2020          | Real Madrid        | PD                 | 23         | 1          | CR              | 1               | 0               | UCL                | 4                  | 1                  | SS          | 2           | 1           | 30     | 3      |
| 2020-2021          | Real Madrid        | PD                 | 25         | 0          | CR              | 1               | 0               | UCL                | 3                  | 0                  | SS          | 0           | 0           | 29     | 0      |
| 2021-2022          | Real Madrid        | PD                 | 14         | 1          | CR              | 3               | 1               | UCL                | 0                  | 0                  | SS          | -           | -           | 17     | 2      |
| Totale Real Madrid | Totale Real Madrid | Totale Real Madrid | 246        | 37         |                 | 31              | 7               |                    | 62                 | 6                  |             | 14          | 3           | 353    | 53     |
| ago.-dic. 2022     | Siviglia           | PD                 | 12         | 0          | CR              | 1               | 0               | UCL+UEL            | 6+0                | 1                  | -           | -           | -           | 19     | 1      |
| 2023-2024          | Betis              | PD                 | 29         | 8          | CR              | 1               | 0               | UEL                | 6                  | 1                  | -           | -           | -           | 36     | 9      |
| 2024-2025          | Betis              | PD                 | 20         | 9          | CR              | 2               | 1               | UECL               | 8                  | 2                  | -           | -           | -           | 30     | 12     |
| Totale Real Betis  | Totale Real Betis  | Totale Real Betis  | 49         | 17         |                 | 3               | 1               |                    | 14                 | 3                  |             | -           | -           | 66     | 21     |
| Totale carriera    | Totale carriera    | Totale carriera    | 406        | 69         |                 | 39              | 10              |                    | 100                | 13                 |             | 14          | 3           | 559    | 95     |

### Cronologia presenze e reti in nazionale
| Cronologia completa delle presenze e delle reti in nazionale ― Spagna | Cronologia completa delle presenze e delle reti in nazionale ― Spagna | Cronologia completa delle presenze e delle reti in nazionale ― Spagna | Cronologia completa delle presenze e delle reti in nazionale ― Spagna | Cronologia completa delle presenze e delle reti in nazionale ― Spagna | Cronologia completa delle presenze e delle reti in nazionale ― Spagna | Cronologia completa delle presenze e delle reti in nazionale ― Spagna | Cronologia completa delle presenze e delle reti in nazionale ― Spagna |
| Data                                                                  | Città                                                                 | In casa                                                               | Risultato                                                             | Ospiti                                                                | Competizione                                                          | Reti                                                                  | Note                                                                  |
| --------------------------------------------------------------------- | --------------------------------------------------------------------- | --------------------------------------------------------------------- | --------------------------------------------------------------------- | --------------------------------------------------------------------- | --------------------------------------------------------------------- | --------------------------------------------------------------------- | --------------------------------------------------------------------- |
| 6-2-2013                                                              | Doha                                                                  | Spagna                                                                | 3 – 1                                                                 | Uruguay                                                               | Amichevole                                                            | -                                                                     | 60’                                                                   |
| 16-10-2013                                                            | Albacete                                                              | Spagna                                                                | 2 – 0                                                                 | Georgia                                                               | Qual. Mondiali 2014                                                   | -                                                                     | 82’                                                                   |
| 4-9-2014                                                              | Saint-Denis                                                           | Francia                                                               | 1 – 0                                                                 | Spagna                                                                | Amichevole                                                            | -                                                                     | 78’                                                                   |
| 8-9-2014                                                              | Valencia                                                              | Spagna                                                                | 5 – 1                                                                 | Macedonia                                                             | Qual. Euro 2016                                                       | -                                                                     | 57’                                                                   |
| 15-11-2014                                                            | Huelva                                                                | Spagna                                                                | 3 – 0                                                                 | Bielorussia                                                           | Qual. Euro 2016                                                       | 1                                                                     | 80’                                                                   |
| 18-11-2014                                                            | Vigo                                                                  | Spagna                                                                | 0 – 1                                                                 | Germania                                                              | Amichevole                                                            | -                                                                     |                                                                       |
| 27-3-2015                                                             | Siviglia                                                              | Spagna                                                                | 1 – 0                                                                 | Ucraina                                                               | Qual. Euro 2016                                                       | -                                                                     |                                                                       |
| 31-3-2015                                                             | Amsterdam                                                             | Paesi Bassi                                                           | 2 – 0                                                                 | Spagna                                                                | Amichevole                                                            | -                                                                     | 46’                                                                   |
| 11-6-2015                                                             | León                                                                  | Spagna                                                                | 2 – 1                                                                 | Costa Rica                                                            | Amichevole                                                            | -                                                                     | 83’                                                                   |
| 14-6-2015                                                             | Barysaŭ                                                               | Bielorussia                                                           | 0 – 1                                                                 | Spagna                                                                | Qual. Euro 2016                                                       | -                                                                     | 75’                                                                   |
| 8-9-2015                                                              | Skopje                                                                | Macedonia                                                             | 0 – 1                                                                 | Spagna                                                                | Qual. Euro 2016                                                       | -                                                                     | 78’                                                                   |
| 12-10-2015                                                            | Kiev                                                                  | Ucraina                                                               | 0 – 1                                                                 | Spagna                                                                | Qual. Euro 2016                                                       | -                                                                     |                                                                       |
| 24-3-2016                                                             | Udine                                                                 | Italia                                                                | 1 – 1                                                                 | Spagna                                                                | Amichevole                                                            | -                                                                     | 61’                                                                   |
| 27-3-2016                                                             | Cluj                                                                  | Romania                                                               | 0 – 0                                                                 | Spagna                                                                | Amichevole                                                            | -                                                                     | 46’ 73’                                                               |
| 9-10-2016                                                             | Scutari                                                               | Albania                                                               | 0 – 2                                                                 | Spagna                                                                | Qual. Mondiali 2018                                                   | -                                                                     | 78’                                                                   |
| 12-11-2016                                                            | Granada                                                               | Spagna                                                                | 4 – 0                                                                 | Macedonia                                                             | Qual. Mondiali 2018                                                   | -                                                                     | 72’                                                                   |
| 15-11-2016                                                            | Londra                                                                | Inghilterra                                                           | 2 – 2                                                                 | Spagna                                                                | Amichevole                                                            | 1                                                                     | 64’                                                                   |
| 24-3-2017                                                             | Gijón                                                                 | Spagna                                                                | 4 – 1                                                                 | Israele                                                               | Qual. Mondiali 2018                                                   | 1                                                                     | 70’                                                                   |
| 28-3-2017                                                             | Saint-Denis                                                           | Francia                                                               | 0 – 2                                                                 | Spagna                                                                | Amichevole                                                            | -                                                                     | 53’                                                                   |
| 11-6-2017                                                             | Skopje                                                                | Macedonia                                                             | 1 – 2                                                                 | Spagna                                                                | Qual. Mondiali 2018                                                   | -                                                                     |                                                                       |
| 2-9-2017                                                              | Madrid                                                                | Spagna                                                                | 3 – 0                                                                 | Italia                                                                | Qual. Mondiali 2018                                                   | 2                                                                     | 90’                                                                   |
| 5-9-2017                                                              | Vaduz                                                                 | Liechtenstein                                                         | 0 – 8                                                                 | Spagna                                                                | Qual. Mondiali 2018                                                   | 1                                                                     | 56’                                                                   |
| 6-10-2017                                                             | Alicante                                                              | Spagna                                                                | 3 – 0                                                                 | Albania                                                               | Qual. Mondiali 2018                                                   | 1                                                                     |                                                                       |
| 9-10-2017                                                             | Gerusalemme                                                           | Israele                                                               | 0 – 1                                                                 | Spagna                                                                | Qual. Mondiali 2018                                                   | -                                                                     | 66’                                                                   |
| 11-11-2017                                                            | Malaga                                                                | Spagna                                                                | 5 – 0                                                                 | Costa Rica                                                            | Amichevole                                                            | -                                                                     | 65’                                                                   |
| 23-3-2018                                                             | Düsseldorf                                                            | Germania                                                              | 1 – 1                                                                 | Spagna                                                                | Amichevole                                                            | -                                                                     | 59’                                                                   |
| 27-3-2018                                                             | Madrid                                                                | Spagna                                                                | 6 – 1                                                                 | Argentina                                                             | Amichevole                                                            | 3                                                                     | 68’ 76’                                                               |
| 9-6-2018                                                              | Krasnodar                                                             | Tunisia                                                               | 0 – 1                                                                 | Spagna                                                                | Amichevole                                                            | -                                                                     | 46’                                                                   |
| 15-6-2018                                                             | Soči                                                                  | Portogallo                                                            | 3 – 3                                                                 | Spagna                                                                | Mondiali 2018 - 1º turno                                              | -                                                                     |                                                                       |
| 20-6-2018                                                             | Kazan'                                                                | Iran                                                                  | 0 – 1                                                                 | Spagna                                                                | Mondiali 2018 - 1º turno                                              | -                                                                     |                                                                       |
| 25-6-2018                                                             | Kaliningrad                                                           | Spagna                                                                | 2 – 2                                                                 | Marocco                                                               | Mondiali 2018 - 1º turno                                              | 1                                                                     |                                                                       |
| 1-7-2018                                                              | Mosca                                                                 | Spagna                                                                | 1 – 1 dts (3 – 4 dtr)                                                 | Russia                                                                | Mondiali 2018 - Ottavi di finale                                      | -                                                                     |                                                                       |
| 8-9-2018                                                              | Londra                                                                | Inghilterra                                                           | 1 – 2                                                                 | Spagna                                                                | UEFA Nations League 2018-2019 - 1º turno                              | -                                                                     |                                                                       |
| 11-9-2018                                                             | Elche                                                                 | Spagna                                                                | 6 – 0                                                                 | Croazia                                                               | UEFA Nations League 2018-2019 - 1º turno                              | 1                                                                     |                                                                       |
| 15-11-2018                                                            | Zagabria                                                              | Croazia                                                               | 3 – 2                                                                 | Spagna                                                                | UEFA Nations League 2018-2019 - 1º turno                              | -                                                                     |                                                                       |
| 18-11-2018                                                            | Las Palmas                                                            | Spagna                                                                | 1 – 0                                                                 | Bosnia ed Erzegovina                                                  | Amichevole                                                            | -                                                                     |                                                                       |
| 7-6-2019                                                              | Tórshavn                                                              | Fær Øer                                                               | 1 – 4                                                                 | Spagna                                                                | Qual. Euro 2020                                                       | -                                                                     | 74’                                                                   |
| 10-6-2019                                                             | Madrid                                                                | Spagna                                                                | 3 – 0                                                                 | Svezia                                                                | Qual. Euro 2020                                                       | -                                                                     |                                                                       |
| 8-6-2025                                                              | Monaco di Baviera                                                     | Portogallo                                                            | 2 – 2 dts (5 – 3 dtr)                                                 | Spagna                                                                | UEFA Nations League 2024-2025 - Finale                                | -                                                                     | 75’                                                                   |
| Totale                                                                |                                                                       | Presenze                                                              | 39                                                                    |                                                                       | Reti                                                                  | 12                                                                    |                                                                       |

## Palmarès

### Club

#### Competizioni nazionali
- Coppa di Spagna: 1

Real Madrid: 2013-2014
- Campionato spagnolo: 3

Real Madrid: 2016-2017, 2019-2020, 2021-2022
- Supercoppa di Spagna: 3

Real Madrid: 2017, 2020, 2022

#### Competizioni internazionali
- UEFA Champions League: 5

Real Madrid: 2013-2014, 2015-2016, 2016-2017, 2017-2018, 2021-2022
- Supercoppa UEFA: 3

Real Madrid: 2014, 2016, 2017
- Coppa del mondo per club: 4

Real Madrid: 2014, 2016, 2017, 2018

### Nazionale
- Campionato d'Europa Under-21: 1

2013

### Individuale
- Giocatore rivelazione della Liga spagnola: 1

2011-2012
- European Golden Boy: 1

2012
- Trofeo Bravo: 1

2013
- Inserito nella selezione UEFA dell'Europeo Under-21: 1

Israele 2013
- Squadra della stagione della UEFA Champions League: 1

2016-2017
- Miglior giocatore della Supercoppa UEFA: 1

2017
- Calciatore dell'anno della UEFA Conference League: 1

2024-2025
- Squadra della stagione della UEFA Conference League: 1

2024-2025